# 研究机构

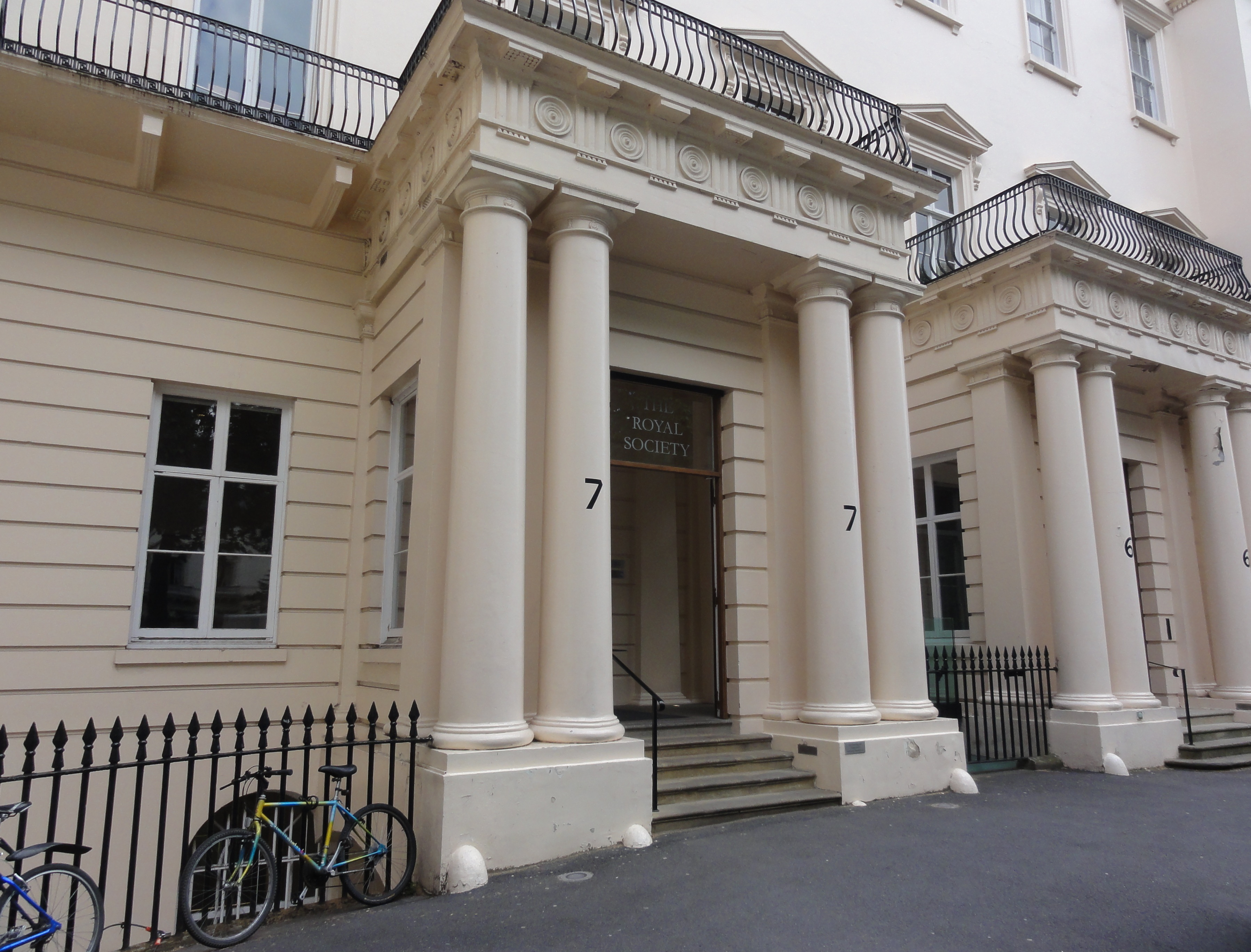
皇家學會

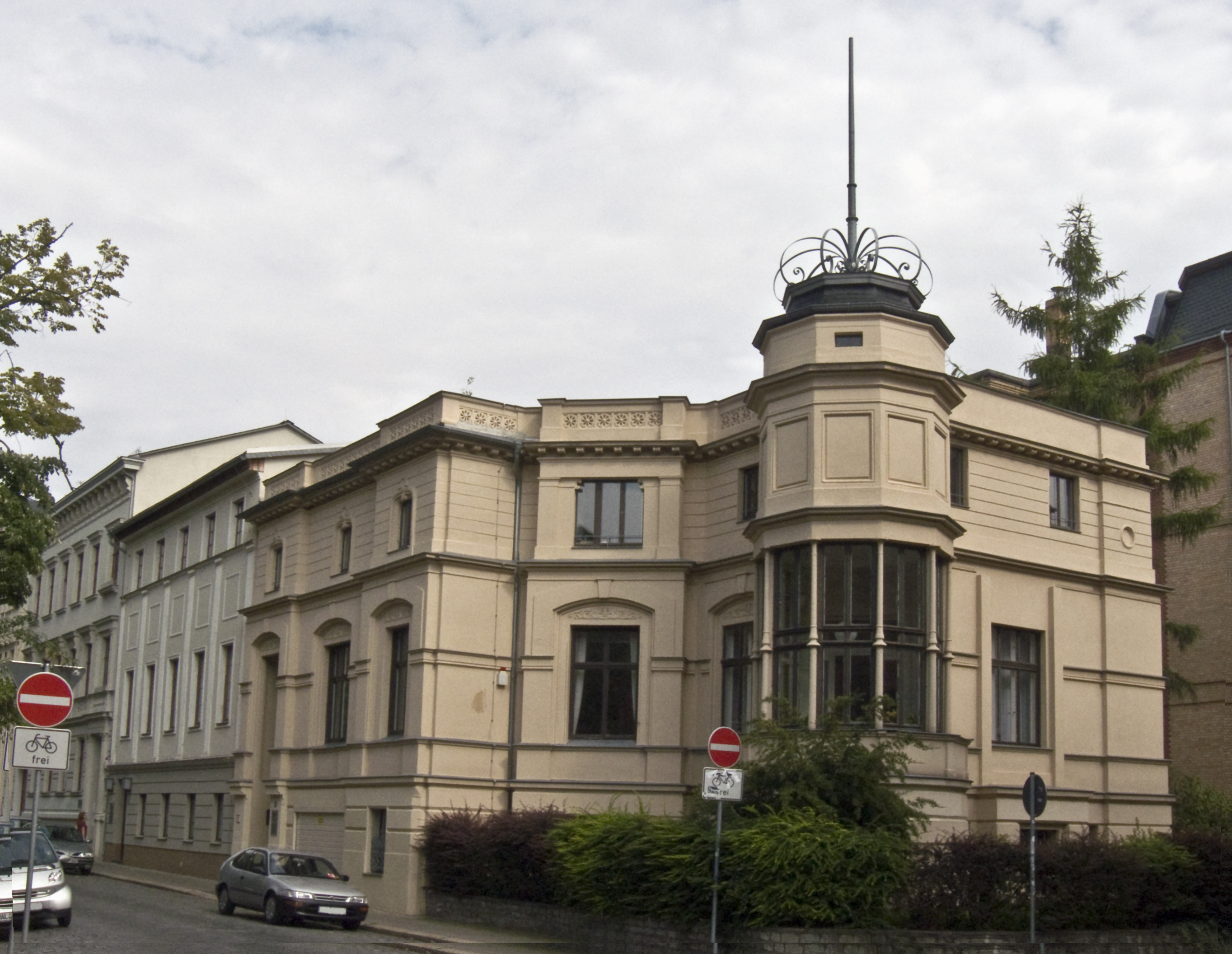
利奧波第那科學院

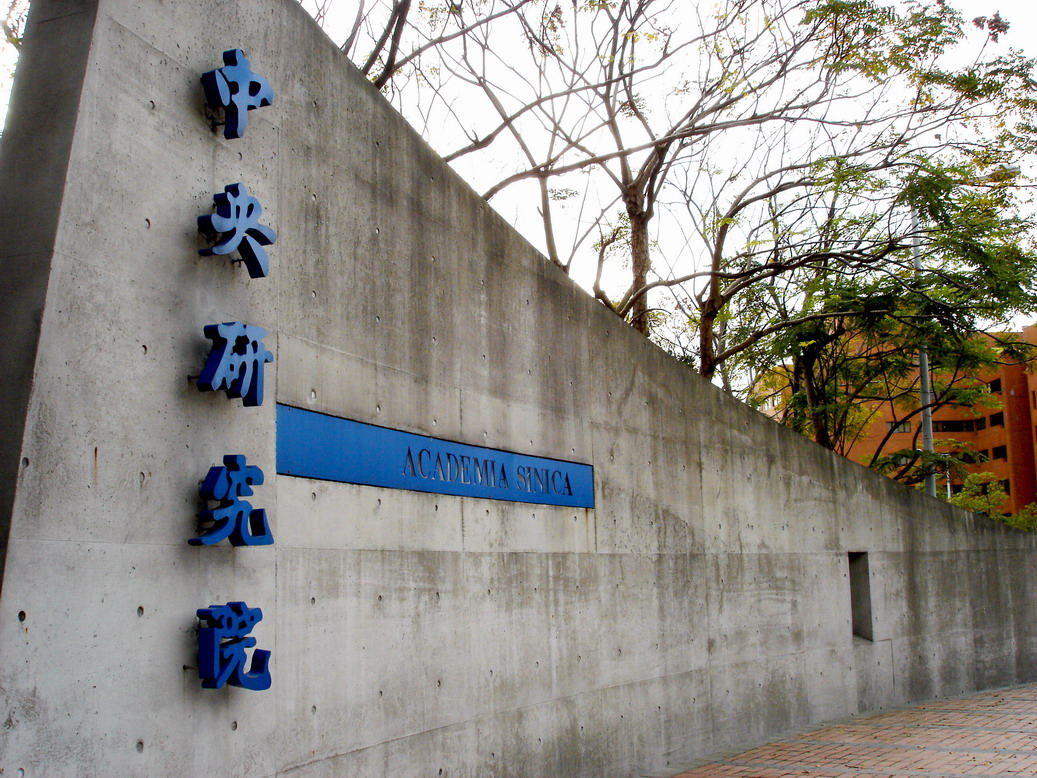
中央研究院

研究機構，或稱研究所、研究院、研究中心，是指以研究或研發為目的之設施、組織或機構。所做的研究通常都會聚焦於一個特定的領域。
一個研究機構可能同時具有不同的學科或專業，同時或不同時包含基礎研究和應用研究這兩個分類。雖然研究中心通常意味著自然科學和工程相關的研究，但現在也有很多研究中心是著重於人文和社會科學的領域，尤其是社會學和歷史學等，例如智庫。

## 歐美著名研究機構簡史
在早期的中世紀期間，幾個天文學觀測所在伊斯蘭教的世界被修造了。這些是9世紀巴格達觀測所被修造在Abbasid caliph AlMa'mun期間，雖則最著名是13世紀Maragheh觀測所，15世紀Ulugh乞求觀測所。
最早期的研究所在歐洲是Tycho Brahe的Uraniborg複合體在Ven, Sweden海島，做高準確測量的16世紀天文學實驗室設定星。在美國有許多著名的研究所包括貝爾實驗室、普林斯頓高等研究院、帕羅奧多研究中心、斯克里普斯研究所、Beckman學院和SRI國際。休斯航空器為有給予的道理它對創造性和創新的重的強調的它的組織模型使用了一個研究所結構。

## 歐洲研究機構發展簡史
科學革命的陣痛來自17世紀科學學院。在法國國王路易十四1666年建立了法國科學院，在私有學術彙編及早在第十七個世紀被創造促進研究之後。英國倫敦皇家學會則建立於1660年。
在18世紀初彼得大帝建立了在他新製造的皇家首都將修造的教育研究學院，聖彼德堡。 他的聯合的計劃為語言，哲學和科學指示供應與畢業生可能追求進一步科學研究的一所分開的學院、研究中心。它是第一個機關在開展科學研究的歐洲在大學的結構之內。聖彼德堡學院由旨令在1724年1月28日建立。

## 科學研究在20世紀美國
研究所來在20世紀初湧現。1900年，至少在歐洲和美國，科學行業只演變，至於包括科學和沒有它的應用的理論涵義。研究員有建立領導在專門技術。科學界的外部它在職業一般假設，一個人與必要是「科學的」的科學被執行的工作有關，並且科學家的技巧比民工的技巧沒有表示優點。 
一個哲學觀點在科學未由所有研究員認為是智力上優越在應用的方法，然而對科學應用的所有研究限制比較起來，一個寬鬆定義歸因於所有自然發生的現象「科學」。科學研究成長刺激了慾望由健壯研究使科學學科恢復生氣；為了從這樣寬廣的範疇提取「純淨的」科學。

### 1900–1939
從公用事業和政府監督開展的自治研究開始於聚集地為工業調查成立。包括洛克菲勒大學、華盛頓的Carnegie Institution for Science。另外，研究在理論和應用上由堅固私人捐贈援助被推進了。

### 1940年後
從許多大學不斷擴展到研究中心，許多科學界投向這些發展。科學研究的增長的公開知覺給前面在領導具體研究發展帶來了公開悟性。在第二次世界大戰和原子彈以後具體研究螺紋被跟隨了：環境汙染和國防。

## 世界著名的研究機構

### 中國
- 中国科学院数学与系统科学研究院
- 中国科学院理论物理所
- 中国科学院物理所
- 中国科学院高能物理所
- 中国科学院国家天文台
- 中国科学院化学所
- 中国科学院半导体研究所
- 国家纳米科学中心
- 中国科学院上海光机所

### 英國
- 英國國家學術院
- 皇家學會
- 惠康基金会

### 德國
- 利奧波第那科學院
- 马克斯·普朗克学会
- 马克斯·普朗克计算机科学研究所
- 弗劳恩霍夫协会
- 马克斯·普朗克天文研究所
- 馬克斯·普朗克太陽系研究所
- 亥姆霍兹联合会
- 伍珀塔尔气候、环境、能源研究所
- 卡尔斯鲁厄艺术与媒体中心
- 德國航空太空中心
- 马克斯·普朗克天体物理研究所
- 马克斯·普朗克进化人类学研究所

### 法國
- 法國科學院
- 法兰西学会
- 巴斯德研究院
- 法国国家信息与自动化研究所
- 法國國家科學研究中心

### 瑞典
- 瑞典計算機科學研究所
- 瑞典皇家科學院

### 荷蘭
- 原子和分子物理學研究所
- 廷贝亨研究所
- 荷蘭國家公共衛生及環境研究院

### 日本
- 日本學士院
- 理化學研究所

### 美國
- 艾姆斯研究中心
- 美國國家科學院
- 貝爾實驗室
- 普林斯頓高等研究院
- 塞孟斯几何与物理中心
- 凯维里理论物理研究所
- 海洋科學研究中心（英语：Marine Sciences Research Center）
- 帕羅奧多研究中心
- 托馬斯·沃森研究中心（英语：Thomas J. Watson Research Center）
- 斯克里普斯研究所
- 加州理工學院建築物和設施列表（英语：List of California Institute of Technology buildings and facilities）
- 貝克曼高等科技研究所（英语：Beckman Institute for Advanced Science and Technology）
- 國際史丹福研究院（英语：SRI International）
- 卡內基科學研究所
- 美國能源部國家實驗室
- 蘭德公司
- 史密森尼學會

### 俄羅斯
- 郎道理論物理研究所
- 俄羅斯科學院

### 臺灣
- 中央研究院
- 工業技術研究院
- 財團法人國家實驗研究院
- 國家奈米元件實驗室
- 國家地震工程研究中心
- 國家太空中心 (中華民國)
- 國家高速網路與計算中心
- 國家災害防救科技中心
- 中山科學研究院